# Schulte-Schlagbaum

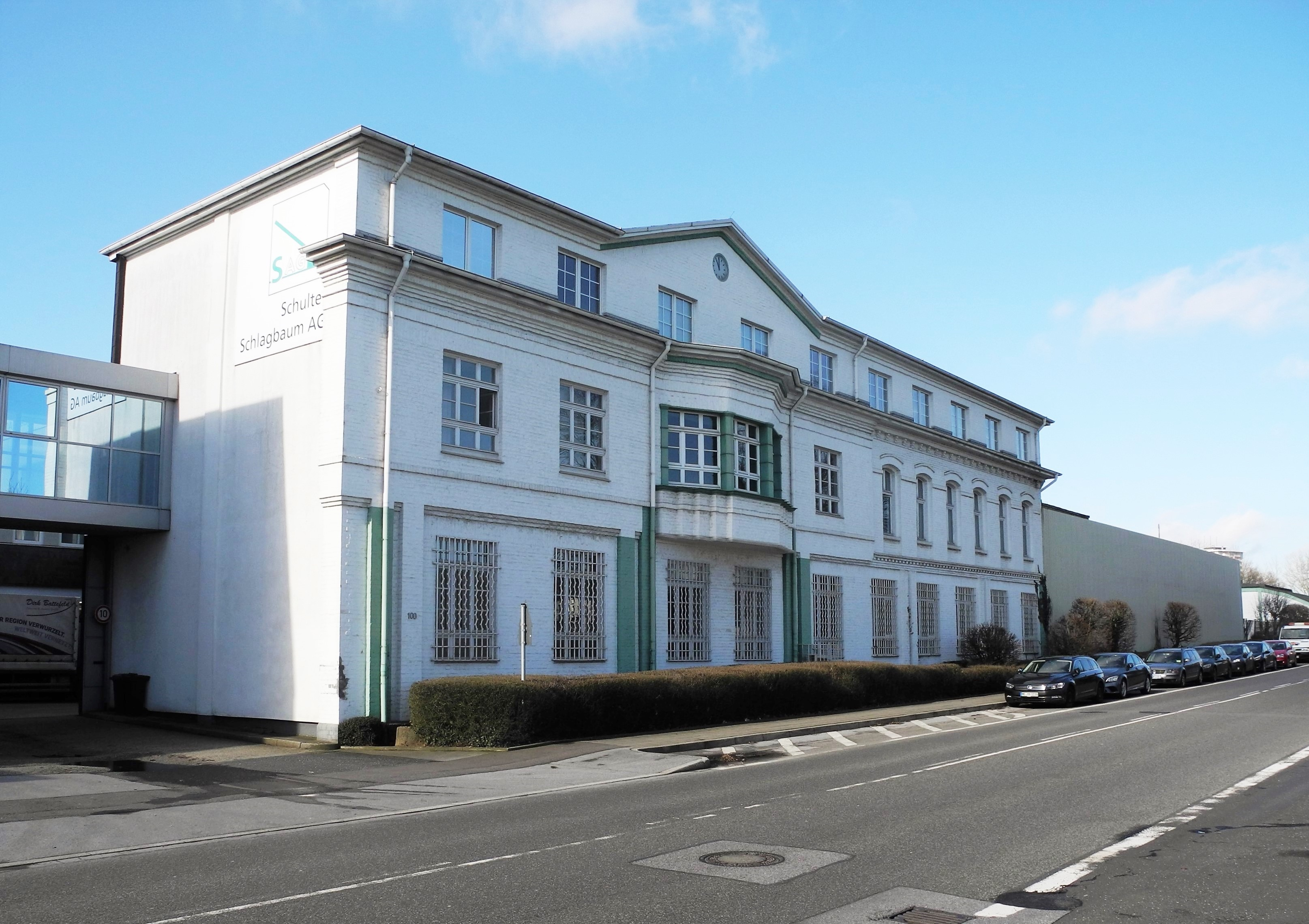
SAG Unternehmenssitz in Tönisheide (Velbert)

Die Schulte-Schlagbaum AG (SAG) ist ein Hersteller von Schließ- und Zugangssystemen. Es bietet elektronische und mechanische Schließsysteme, Tür- und Möbelschlösser sowie Softwareprodukte für den Hospitality-Markt an.

## Geschichte
Das Unternehmen wurde 1833 von Wilhelm Schulte, Inhaber der Gaststätte „Am Schlagbaum“ in Velbert, Nordrhein-Westfalen, gegründet. Es stellte Schlösser her. 1897 wurde es in eine Aktiengesellschaft umgewandelt. 1924 wurde die Tochtergesellschaft Schlossfabrik Schulte (heute Systemtechnik Schänis) in Schänis, Schweiz, gegründet.
1968 entwickelte das Unternehmen das Safe-o-Mat-Münzpfandschloss, das in Schwimmbädern und anderen Freizeiteinrichtungen weltweit eingesetzt wurde. In den 1970er Jahren führte die Schulte-Schlagbaum AG Bäder-Kassenautomaten ein, die erstmals 1972 im Olympiastadion München genutzt wurden, was den Eintritt in den Markt für Freizeit- und Erholungseinrichtungen ermöglichte. In den 1980er Jahren trat die Schulte-Schlagbaum AG in den Hotelmarkt ein und entwickelte in den 1990er Jahren das mechanische Magnetkartenschloss Variflex, das zur Marktführerschaft in Deutschland führte.
Seit Ende der 1990er Jahre fokussiert sich das Unternehmen auf elektronische Schließsysteme und führte 2010 die Marke Safe-o-Tronic access ein. 1999 begann die Schulte-Schlagbaum AG mit dem Ausbau ihres Softwareangebots durch die Beteiligung an der Novacom Software GmbH und gründete 2000 die Eccos pro GmbH. In den folgenden Jahren übernahm das Unternehmen die Mafis GmbH (2005) und die EDV-Service Schaupp GmbH (2010), um ihre Kompetenzen im Bereich Softwarelösungen für Gastronomie und Gemeinschaftsverpflegung zu erweitern.
2018 übernahm die Schulte-Schlagbaum AG die Sächsische Schlossfabrik GmbH, um ihre Marktpräsenz im Bereich Einsteckschlösser zu stärken. 2020 verkaufte das Unternehmen die EDV-Service Schaupp GmbH, um sich auf seine Kernkompetenzen zu konzentrieren.